# Pogonieae
Pogonieae Pfitzer ex Garay & Dunst. è una tribù di piante erbacee appartenente alla famiglia  delle Orchidacee.

## Tassonomia
La tribù comprende 5 generi e 76 specie:
- Cleistes Rich. ex Lindl., 1840 (67 spp.)
- Cleistesiopsis Pansarin & F.Barros (3 spp.)
- Duckeella C.Porto & Brade (3 spp.)
- Isotria Raf., 1808 (2 spp.)
- Pogonia Juss., 1789 (6 spp.)

Il genere Pogoniopsis Rchb. f., 1881, in precedenza assegnato a questa tribù, è stato trasferito nella tribù Triphoreae delle Epidendroideae.

## Distribuzione e habitat
Le specie della tribù Pogonieae sono diffuse dal Nord America al Sud America e nell'Asia orientale.

## Biologia
Le orchidee di questa tribù si riproducono prevalentemente per impollinazione entomogama ad opera di diverse specie di apoidei sia sociali che solitari: Bombus spp., Megachilidae spp., Halictidae spp., Anthophoridae spp. e Andrenidae spp.. In una specie, Cleistes macrantha, è stato descritto un meccanismo di impollinazione ornitogama da parte di colibrì del genere Phaethornis, mentre in Isotria medeoloides è stato evidenziato un meccanismo di autoimpollinazione.